# 아니스

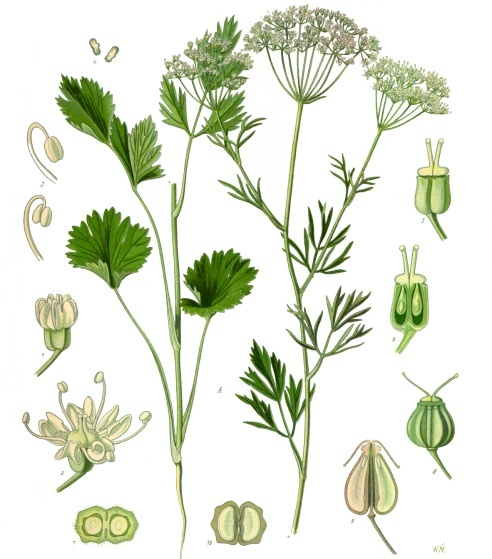

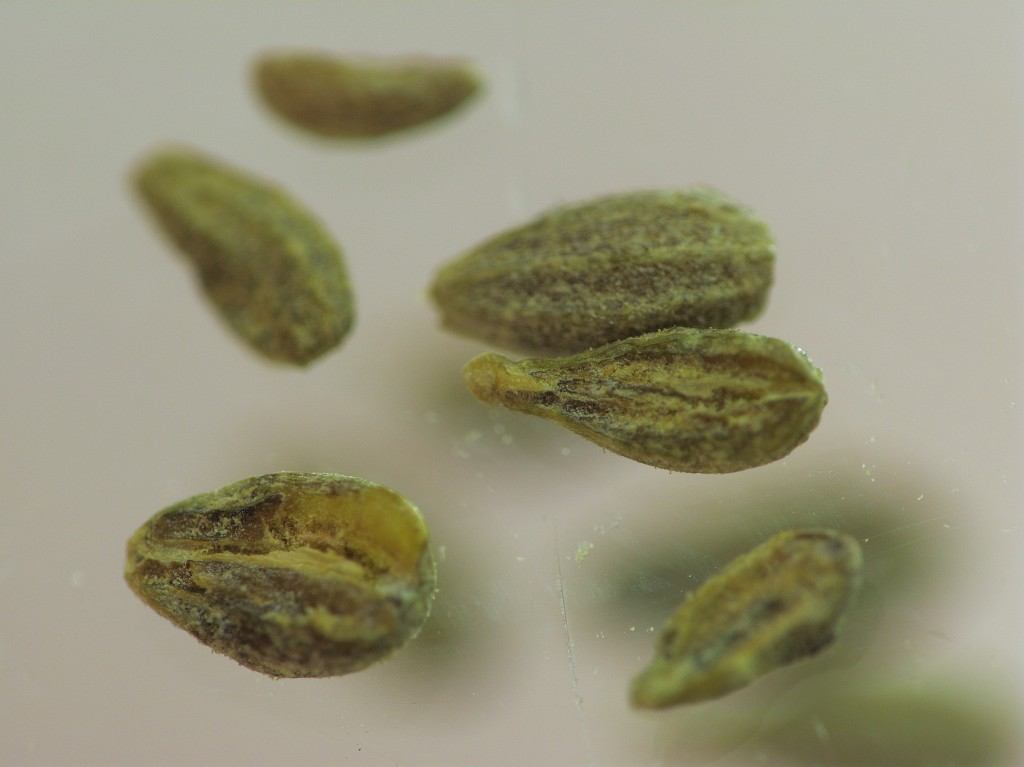
열매

아니스(/ˈænɪs/, Anise, Pimpinella anisum)는 미나리과에 속하는 속씨식물로, 동부 지중해 지역과 서남아시아가 원산지이다. 이 식물의 맛은 감초, 회향, 타라곤과 어느 정도 유사하다.

## 성분
다른 모든 향신료도 마찬가지이지만, 아니스의 성분은 지역과 경작 방식에 따라 상당히 다양하다. 주 성분의 일반적인 값은 다음과 같다.
수분: 9-13%
단백질: 18%
지방유: 8-23%
정유: 2-7%
녹말: 5%
질소 추출물: 22-28%
섬유소: 12-25%
정제하여 만든 정유는 일반적으로 약 2~3%로, 아네톨이 정유의 80~90%를 차지한다.

## 같이 보기
- 팔각